# SDSS J082535.19+512706.3
SDSS J082535.19+512706.3, également désignée QSO J0825+5127, est un quasar variable de la constellation du Lynx. Il a été découvert en 2003 par une équipe d'astronomes internationale lors de l'analyse des données enregistrées par le Sloan Digital Sky Survey 2. Selon les valeurs de décalage vers le rouge, le quasar se situe à 4.8 milliards d'années-lumière.

## Propriétés physiques
L'étude Black hole mass estimates and rapid growth of supermassive black holes in luminous z ∼ 3.5 quasars a montré que le trou noir de SDSS J082535.19+512706.3 est entouré dans grand disque d'accrétion très lumineux, très chaud et que le quasar produit deux jets de matières, il s'agirait donc d'un quasar actif en phase de grossissement rapide. Depuis cette étude, il est classifié comme un quasar hyperlumineux  avec des émissions Mg II et Hβ. Ces mêmes raies ont servi aux scientifiques pour calculer la masse du trou noir central de SDSS J0825+5127, à l'aide du ratio d'Eddington, si l'on utilise ces méthodes, le trou noir central de SDSS J0825+5127 serait un trou noir ultra-massif d'une masse de 11 220 000 000 de masses solaires, il serait donc l'un des trous noirs les plus massifs.